# Veronika Vrecionová
Veronika Vrecionová, née le 8 septembre 1965 à České Budějovice, est une femme politique tchèque.

## Biographie
Membre du Parti démocratique civique, elle est maire de Přezletice de 2006 à 2014. Elle siège au Sénat de 2010 à 2016 et à la Chambre des députés de 2017 à 2019.
Elle est élue en 2019 députée européenne. Elle est réélue en 2024 puis est élue présidente de la Commission de l'agriculture et du développement rural au Parlement européen le 23 juillet 2024.